# Дем'янів лаз

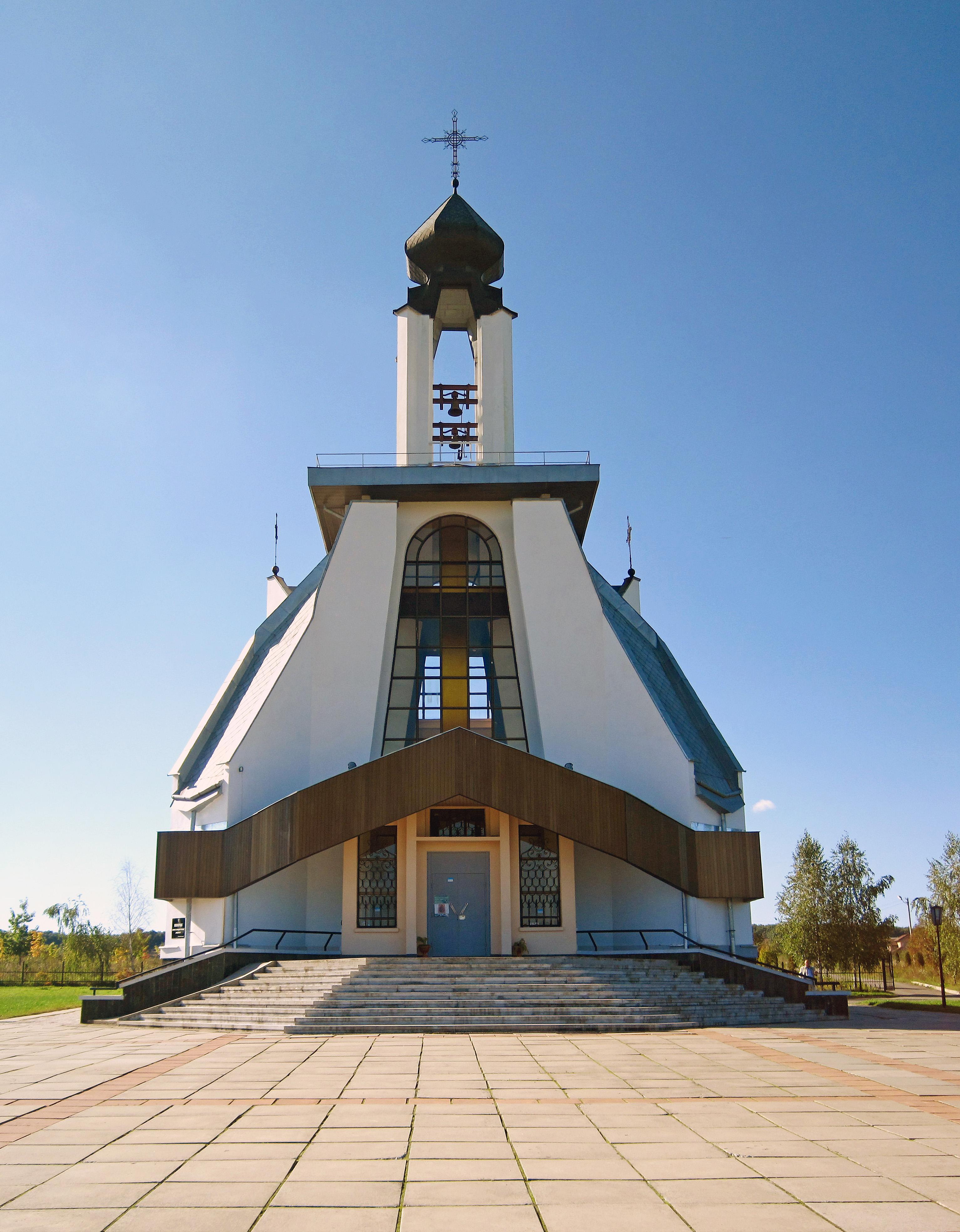
Меморіальний комплекс «Дем'янів лаз»

Дем'я́нів Лаз — урочище біля Івано-Франківська, місце масових розстрілів в'язнів з тюрми НКВС. Розстріли проводили в кінці червня перед відступом радянських військ у 1941 році. Під час розкопок тут знайшли людські кістки і змогли ідентифікувати 524 особи. Для 22 із них вдалось встановити особу, робота в архівах СБУ дала змогу визначити імена іще 400.
У 1970 році після передачі на Радіо Свобода про події 1941 року місцевий ландшафт змінили важкою технікою (екскаватори, бульдозери), щоб завадити майбутнім спробам пошуків. Попри це, в 1989 році було проведено успішні розкопки, які організувало місцеве відділення «Меморіалу». У 1998 році недалеко від поховань відкрили меморіальний комплекс «Дем'янів лаз».

## Сучасні поховання
24 серпня 2023 року на території комплексу поховано українського військового та аналітика Остапа Бринського .